# Сельский врач (рассказ)
«Сельский врач» (нем. Ein Landarzt) — рассказ Франца Кафки, написанный в 1917 году. Впервые был опубликован в 1919 году в одноимённом сборнике рассказов писателя. Рассказ посвящён сельскому врачу, который в зимнюю вьюгу посещает тяжелобольного мальчика, сталкиваясь при этом с абсурдными, сюрреалистическими затруднениями.

## Сюжет
Зимой, в сильную вьюгу пожилому сельскому доктору нужно срочно навестить тяжелобольного, при этом его единственная лошадь умерла накануне вечером. Его горничная по имени Роза просит лошадь у соседей, но возвращается с пустыми руками. Когда доктор выражает свое отчаяние, стуча ногой по приоткрытой двери хлева, появляется таинственный конюх и снабжает его парой великолепных лошадей. Конюх также грубо целует горничную, оставляя на её щеке два ряда красных отметин от зубов. Доктор ругает его, но ему пора ехать, и он садится в двуколку. Конюх отказывается ехать с ним, предпочитая остаться с перепуганной Розой, которая скрывается в доме. Доктор не может остановить конюха, поскольку тот кричит лошадям «Эй, залётные!», и они стремительно уносят двуколку. Доктор почти мгновенно переносится во двор своего больного, хотя на самом деле он находится в десяти милях.
После того, как врача вводят в дом родители и сестра больного мальчика, сам больной тихо умоляет доктора позволить ему умереть. Осмотрев мальчика, доктор поначалу считает его совершенно здоровым и уже собирается уйти. Однако, заметив, что сестра мальчика держит окровавленное полотенце, доктор возвращается к осмотру и обнаруживает глубокую рану на правом боку пациента. Он понимает, что мальчик обречён. Тем временем лошади, каким-то образом освободившись от упряжи, заглядывают в окна и отчаянно ржут.
Следуя песенке, которая раздаётся с улицы, семья больного раздевает доктора и заставляет лечь рядом с больным. Когда все выходят, доктор беседует с мальчиком, а затем собирает свои вещи и, не одеваясь, садится на двуколку, чтобы сбежать домой. Однако лошади теперь еле двигаются, и доктор понимает, что, возможно, так и не доберётся до дома. Он чувствует себя преданным своими пациентами и обществом, и его история заканчивается словами: «Обманут! Обманут! Послушался ложной тревоги моего ночного колокольчика — и дела уже не поправишь!».

## Адаптации
- В 2007 году на основе рассказа вышел одноимённый аниме-фильм Кодзи Ямамуры.

## Интерпретации
Рассказ Кафки подвергался самым разным интерпретациям, от социально-критических и психоаналитических до религиозных.
В 1917 году появился трактат Зигмунда Фрейда «Трудность психоанализа». Одно из выводов этого — «что я не господин в своём собственном доме». Это именно то восклицание, которое Роза делает перед лицом внезапно появившихся лошадей из заброшенного свинарника. И то и другое относится к бессознательному, в котором поселяются побуждения. Мощные, гордые лошади — символы мужественности. Служанка Роза является предметом любовной мастурбации слуги, а также сексуального воображения сельского врача.
Рана молодого пациента также описывается как «розовая» в различных оттенках. Она может считаться символом заторможенного побуждения, а следовательно, и неправильного существования. Но и существование сельского врача хрупко, потому что он тоже живёт вытеснением и запретами, не является «господином в собственном доме» и, таким образом, упускает свою жизненную идентичность и вытекающие из неё требования.
Рис пишет: «Утрате контроля землевладельца над лошадиным Я соответствует подрывная деятельность индивида: а именно, что то, что мы называем нашим „Я“, ведёт себя в жизни существенно пассивно, что мы живём неизвестными неуправляемыми силами», как пишет Зигмунд Фрейд в «Я и Оно» 1923 года.
Льюис Х. Лейтер видел в этой истории убедительный аргумент в пользу экзистенциализма:

«Сельский врач» комментирует человека, который, будучи подавлен схемой вещей, не может выйти за пределы той роли, которую ему отводит абсурдность этого существования. Поскольку он не испытывает недостатка в сознательном знании своего состояния, но отказывается действовать перед лицом своей зловещей свободы, — доктор, архетип анти-экзистенциального героя, заслуживает своей судьбы. Лишенный человеческого материала, необходимого для создания и структурирования ситуаций, он позволяет конюху, семье и лошадям манипулировать собой; но, подчиняясь, он становится инструментом в ситуациях, которые они создают. Никогда, сознательно, он не пытается через открытый акт, пока не слишком поздно, установить свою собственную сущность, подняться над любой манипулятивной ценностью, которой он обладает для других. Как врач он — вещь, объект, инструмент; как человек он — ничто.
Психологи из Калифорнийского университета в Санта-Барбаре и Университета Британской Колумбии опубликовали в 2009 году отчёт, в котором использовали «Сельского врача» в качестве переменной в исследовании, проверяющем, какое влияние чтение абсурдистских сказок оказывает на их когнитивные навыки. Исследование показало, что чтение рассказа улучшает способность испытуемых находить закономерности. Их выводы сводились к тому, что когда людям приходится работать, чтобы найти последовательность и смысл в фрагментированной истории, это увеличивает «когнитивные механизмы, ответственные за неявное изучение статистических закономерностей».